# How Come
How Come (englisch für „wie kommt’s“) ist ein Lied der US-amerikanischen Rapgruppe D12. Der Song ist die zweite Singleauskopplung ihres zweiten Studioalbums D12 World und wurde am 8. Juni 2004 veröffentlicht. Im Gegensatz zur Album-Version sind auf der Single-Version auch Bizarre und Swift vertreten.

## Inhalt
| Liedteil   | Künstler                |
| 1. Strophe | Eminem                  |
| 2. Strophe | Kon Artis               |
| 3. Strophe | Proof, (Bizarre, Swift) |
| Refrain    | Eminem                  |

Das Lied behandelt einen fiktiven Streit zwischen den Mitgliedern von D12.
Im Refrain fragt sich Eminem, wie es kommen konnte, dass sich seine Freunde nicht mehr bei ihm melden würden und ihre Freundschaft langsam zerbreche. Nicht er hätte sich verändert seit er berühmt wurde, sondern sie. Eminem rappt im ersten Vers vor allem über seine Beziehung zu Proof, der mit ihm aufwuchs und immer an seiner Seite war und ihm beistand als sein Onkel Ronnie Selbstmord beging. Doch seit er ein Star ist, spüre er, dass Proof auf Abstand gegangen sei und ihm die kalte Schulter zeige. Anschließend setzt Kon Artis ein, der über seine Beziehung zu Eminem rappt. Sie seien früher gute Freunde gewesen, doch habe Eminem seine Freundin Kim über ihn gestellt. Er habe ihn vor ihr gewarnt und sie beim Fremdgehen erwischt, doch Eminem habe ihn nur als Lügner beschimpft. In der dritten Strophe rappt Proof, dass er Eminem dankbar sei, da er dank ihm nun finanzielle Sicherheit habe. Allerdings dürfe Eminem ihn nicht für alles verantwortlich machen, was in seinem Leben schief laufe. Aus seiner Sicht sei Eminem auf Abstand gegangen und könne ihm nicht einmal mehr ins Gesicht schauen. In der Single-Version rappt anschließend noch Bizarre über seine Beziehung zu Eminem, während Swift davon erzählt, wie sich das Verhalten der Leute verändert, nachdem man berühmt wurde.

## Produktion
How Come wurde von dem Musikproduzenten-Duo Witt & Pep produziert, wobei sie keine Samples anderer Lieder verwendeten. Der Song wurde im 54Sound-Studio in Detroit aufgenommen.

## Musikvideo
Bei dem zu How Come gedrehten Musikvideo führte Davy Duhamel Regie.
Eminem sitzt im Studio seines Labels Shady Records an einem Konferenztisch und schaut sich ein altes Video von einem Auftritt an, bei dem er von Proof auf die Bühne geholt wird. Kurz darauf setzen sich die anderen fünf D12-Mitglieder an den Tisch und Eminem rappt ihnen seine Sicht der Dinge vor. Zwischendurch sieht man Szenen, die die Rapper in der Zeit vor dem kommerziellen Durchbruch zeigen sollen, als sie zusammen Spaß hatten. Daraufhin beginnt eine wilde Diskussion zwischen den D12-Mitgliedern am Tisch. Während Kon Artis seine Strophe rappt, stehen er und Eminem sich wie bei einem Rap-Battle gegenüber, umgeben von einer jubelnden Menge. Es werden Szenen einer Party gezeigt, auf der Kon Artis und Kuniva beobachten, wie Eminems Freundin Kim einen anderen Mann küsst. Kon Artis ruft Eminem daraufhin an, doch als dieser auf der Feier ankommt, spielt Kim ihm vor, dass nichts gewesen sei und umarmt ihn. Nun beginnt eine tätliche Auseinandersetzung zwischen den Bandmitgliedern im Konferenzraum. Während Proof rappt, streitet er sich zudem mit Swift und Bizarre, da er ihnen den Flyer eines Auftritts zeigt, auf dem nur die Namen von ihm und Eminem stehen. Die Bandmitglieder bleiben am Ende des Videos zerstritten im Studio zurück.
Anschließend folgt ein knapp einminütiger Clip zum Song Git Up, bei dem die D12-Mitglieder ihren Text vor einem per Bluescreen-Technik erzeugten, animierten Hintergrund aggressiv in die Kamera rappen.

## Single

### Covergestaltung
Das Singlecover zeigt die sechs D12-Mitglieder, die zwischen zwei Häuserwänden stehen und von oben herab auf den Betrachter blicken. Links oben im Bild befinden sich das D12-Logo und der schwarze Schriftzug How Come.

### Chartplatzierungen und Auszeichnungen
How Come stieg am 26. Juli 2004 auf Platz 17 in die deutschen Single-Charts ein und erreichte zwei Wochen später mit Rang 15 die Höchstposition, auf der es zwei Wochen verblieb. Insgesamt konnte sich das Lied zwölf Wochen in den Top 100 halten. Besonders erfolgreich war der Song im Vereinigten Königreich, wo er Platz 4 belegte.
In den Vereinigten Staaten wurde How Come für über 500.000 verkaufte Einheiten mit einer Goldenen Schallplatte ausgezeichnet.